# Ngạc (nước)
Ngạc (tiếng Trung: 鄂; bính âm: È) là một nước chư hầu nằm tại miền trung Trung Quốc từ thời nhà Thương (1600–1046 TCN) cho đến khi bị diệt vào năm 863 TCN. Ngạc đã chuyển từ đất gốc tại miền nam tỉnh Hà Nam hiện nay đến vùng đất thuộc tỉnh Hồ Bắc hiện nay. Vua của nước Ngạc là một trong Tam công, các chức quan cao cấp do Trụ Vương bổ nhiệm vào thời cuối nhà Thương (1600–1046 TCN)